# 20 maja
20 maja jest 140. (w latach przestępnych 141.) dniem w kalendarzu gregoriańskim. Do końca roku pozostaje 225 dni.

## Święta
- Imieniny obchodzą: Aleksander, Asteriusz, Anastazy, Bernardyn, Bromir, Bronimir, Bronisąd, Elfryda, Józefa, Karol, Kolumba, Rymwid, Saturnina, Taleleusz, Teodor i Wiktoria
- Kamerun – Święto Narodowe
- Timor Wschodni – Święto Niepodległości
- Wspomnienia i święta w Kościele katolickim[1][2] obchodzą:
  - św. Bernardyn ze Sieny (zakonnik)
  - bł. Kolumba z Rieti (zakonnica i mistyczka
- Polska: 
  - Dzień Normalizacji Polskiej – święto ustanowione w 2010 z inicjatywy Prezesa Polskiego Komitetu Normalizacyjnego[3]
  - Święto Straży Marszałkowskiej[4]
- Międzynarodowe:
  - Międzynarodowy Dzień Pszczół (ang. International Bee Day) – święto ustanowione w 2017 przez Organizację Narodów Zjednoczonych[5].

## Wydarzenia w Polsce
- 1184 – Duńczycy zniszczyli flotę zachodniopomorską, zdobyli Wolin i spustoszyli wybrzeże. Książę Bogusław I musiał uznać zwierzchnictwo króla Kanuta V, a biskupstwo w Kamieniu przeszło pod wpływy duńskie.
- 1350 – W bitwie pod Żukowem król Kazimierz III Wielki rozgromił wojska litewskie, odzyskując Ruś halicko-wołyńską.
- 1573 – Na Sejmie elekcyjnym w Kamionku pod Warszawą przyjęto Artykuły henrykowskie.
- 1792 – Otwarto i poświęcono Cmentarz Powązkowski w Warszawie.
- 1794 – Wybuchł największy w historii pożar Mikołowa.
- 1809 – Wojna polsko-austriacka: wojska polskie zdobyły twierdzę Zamość.
- 1862 – Założono Muzeum Narodowe w Warszawie.
- 1901 – We Wrześni niemiecki nauczyciel wymierzył karę cielesną 14 polskim dzieciom za odmowę odpowiadania w języku niemieckim na lekcji religii, co doprowadziło do wybuchu strajku uczniowskiego.
- 1912 – Poświęcono sobór św. Aleksandra Newskiego w Warszawie.
- 1913 – We Wrocławiu otwarto Halę Stulecia.
- 1919 – Założono fabrykę lokomotyw „Fablok” w Chrzanowie.
- 1922 – Założono Instytut Chemii Przemysłowej we Lwowie.
- 1927 – Został oblatany prototyp samolotu sportowego PWS-3.
- 1935 – Uniwersytet Warszawski otrzymał imię Józefa Piłsudskiego.
- 1939 – Niemieccy bojówkarze napadli na polski posterunek celny w Kałdowie koło Malborka.
- 1940 – Do obozu Auschwitz przywieziono pierwszych więźniów (30 niemieckich kryminalistów).
- 1941 – Okupacyjne władze niemieckie zezwoliły na otwarcie trzech warszawskich synagog.
- 1942:
  - W odwecie za zabicie trzech Niemców rozstrzelano około 400 mieszkańców Święcian i okolic na Wileńszczyźnie.
  - W getcie warszawskim, w wyniku prowokacji gestapo zostali aresztowani Andrzej Szmidt (Pinkus Kartin) i Samuel Meretik, liderzy PPR w getcie[6].
- 1943 – Szare Szeregi przeprowadziły pod Celestynowem udaną akcję odbicia więźniów transportowanych do Auschwitz.
- 1944 – Patrol AK odnalazł nad Bugiem niewybuch niemieckiej rakiety V-2.
- 1945 – W Stargardzie uruchomiono pierwszą na Pomorzu Zachodnim po wojnie placówkę kulturalną – Stargardzki Dom Kultury Kolejarza.
- 1971 – Sejm uchwalił Kodeks wykroczeń.
- 1980 – Henryk Jaskuła wpłynął do portu w Gdyni, kończąc samotny rejs dookoła świata bez wejścia do portu.
- 1987 – Została założona Fundacja im. Brata Alberta z siedzibą w Radwanowicach.
- 1995 – Tomasz Gollob wygrał we Wrocławiu inauguracyjne zawody żużlowe z cyklu Grand Prix, który zastąpił jednodniowe indywidualne mistrzostwa świata.
- 1996 – Wznowił działalność odbudowany po pożarze z 1994 roku wrocławski Teatr Polski.
- 2006 – Minister sprawiedliwości i prokurator generalny Zbigniew Ziobro upublicznił akta związane ze śledztwem w sprawie tzw. moskiewskiej pożyczki.
- 2010 – Gen. broni pil. Lech Majewski został powołany na stanowisko dowódcy Sił Powietrznych RP, a gen. dywizji Zbigniew Głowienka na dowódcę Wojsk Lądowych RP.
- 2019 – W Krakowie urodziły się pierwsze w kraju sześcioraczki.

## Wydarzenia na świecie

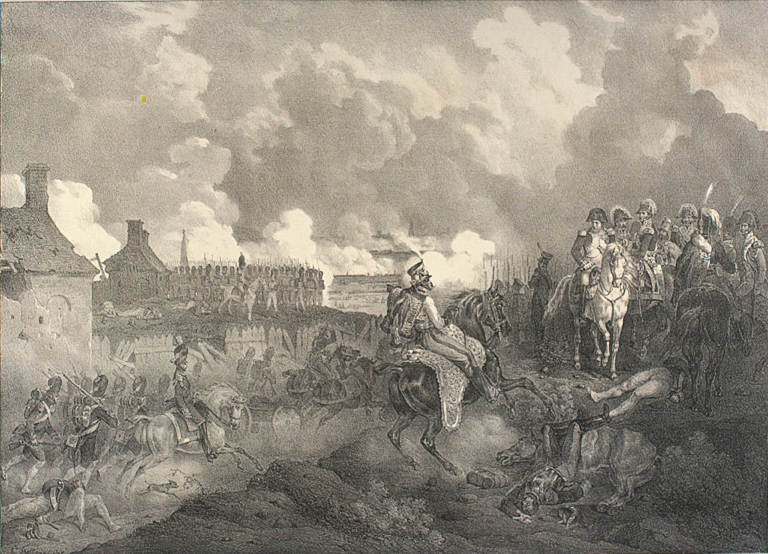
Bitwa pod Budziszynem (1813)

- 325 – Otwarto sobór nicejski I na którym m.in. potępiono arianizm, uchwalono nicejskie wyznanie wiary i rozstrzygnięto spór o datę świąt Wielkanocy.
- 491 – Cesarzowa bizantyńska Ariadna, wdowa po cesarzu Zenonie, wzięła ślub z wysokim urzędnikiem dworskim Flawiuszem Anastazjuszem i zachowała wszystkie swoje dotychczasowe przywileje i wpływy.
- 526 – (między 20 a 29 maja) Antiochia Syryjska została zniszczona przez trzęsienie ziemi, w wyniku czego zginęło około 250 tys. osób.
- 685 – Zwycięstwo pogańskich Piktów nad Nortumbryjczykami w bitwie pod Dun Nechain w Szkocji.
- 885 – Karol Otyły został koronowany na króla zachodniofrankijskiego.
- 1202 – Trzęsienie ziemi z epicentrum w północno-zachodniej Syrii zabiło od 30 tys. do ponad miliona osób na Bliskim Wschodzie i północnej Afryce.
- 1217 – Pierwsza wojna baronów: zwycięstwo wojsk angielskich nad francuskimi w bitwie pod Lincoln(inne języki).
- 1285 – Henryk II został królem Cypru i Jerozolimy.
- 1293 – Król Kastylii i Leónu Sancho IV Odważny założył Szkołę Główną, zalążek przyszłego Uniwersytetu Complutense w Madrycie.
- 1303 – Królowie Filip IV Piękny i Edward I Długonogi podpisali traktat paryski, na mocy którego Anglia uzyskała potwierdzenie swego lenna Gujenny (Akwitanii), w zamian za co wycofała swe poparcie dla Flandrii i ta musiała podporządkować się Francji.
- 1347 – W Rzymie wybuchło powstanie ludowe.
- 1438 – Na Uniwersytecie Oksfordzkim założono All Souls College.
- 1495 – Wojna o Neapol: zagrożony odcięciem swych wojsk król Francji Karol VIII Walezjusz opuścił miasto.
- 1498 – Vasco da Gama dopłynął do Indii.
- 1501 – Portugalczycy odkryli Wyspę Wniebowstąpienia na południowym Atlantyku.
- 1520 – W okupowanej przez Hiszpanów azteckiej stolicy Tenochtitlán, po uzyskaniu informacji o planowanym powstaniu, 400 szlachetnie urodzonych młodzieńców zostało zaatakowanych podczas tańców przez konkwistadorów i ich indiańskich sojuszników. Na skutek rzezi Hiszpanie zostali zmuszeni wycofać się do pałacu Montezumy, gdzie zostali oblężeni przez Indian.
- 1521 – Ignacy Loyola został ciężko ranny podczas hiszpańsko-francuskiej bitwy pod Pampeluną.
- 1522:
  - Franciszek Skaryna założył pierwszą drukarnię w Wielkim Księstwie Litewskim.
  - Założono miasto Natá de los Caballeros w Panamie.
- 1523 – Andrea Gritti został dożą Wenecji.
- 1560 – Duńczycy zajęli księstwo biskupie w Kurlandii.
- 1570 – W Antwerpii został wydany pierwszy nowożytny atlas świata Theatrum orbis terrarum.
- 1571 – W Rzymie podpisano akt powołujący Świętą Ligę przeciwko Imperium Osmańskiemu.
- 1609 – W Londynie zostały wydane Sonety Williama Szekspira.
- 1622 – Został zamordowany przez zbuntowanych janczarów sułtan Imperium Osmańskiego Osman II, a na tron powrócił jego umysłowo chory stryj Mustafa I.
- 1631 – Wojna trzydziestoletnia: wojska cesarskie dokonały rzezi 20 tysięcy mieszkańców Magdeburga.
- 1654 – Na wyspie Tobago została założona kurlandzka kolonia Nowa Kurlandia.
- 1667 – II wojna angielsko-holenderska: zwycięstwo floty angielskiej w bitwie morskiej koło Nevis.
- 1756 – Wojna siedmioletnia: strategiczne zwycięstwo floty francuskiej nad brytyjską w bitwie u brzegów Minorki.
- 1795 – Fryderyk Eugeniusz został księciem Wirtembergii.
- 1796 – Salomon III został cesarzem Etiopii.
- 1813 – VI koalicja antyfrancuska: rozpoczęła się bitwa pod Budziszynem.
- 1815 – Podpisano austriacko-neapolitański traktat z Casalanzy, który położył kres dziesięcioletniemu panowaniu napoleońskiemu w regionie Neapolu.
- 1841 – Antonio González został po raz drugi premierem Hiszpanii.
- 1846 – Pedro de Sousa Holstein(inne języki) został po raz trzeci premierem Portugalii.
- 1856 – William Fox został premierem Nowej Zelandii.
- 1858 – II wojna opiumowa: Brytyjczycy zdobyli forty Dagu u ujścia rzeki Hai He w Tiencinie.
- 1859 – Wojna francusko-austriacka: zwycięstwo wojsk francusko-sardyńskich w bitwie pod Montebello.
- 1861 – Wojna secesyjna: Karolina Północna wystąpiła z Unii.
- 1862 – Wojna secesyjna: Kongres Unii przyjął ustawę o osadnictwie (Homestead Act), która miała przyciągnąć ochotników do walki po jej stronie.
- 1864 – Wojna secesyjna: zwycięstwo Konfederatów w bitwie pod Ware Bottom Church.
- 1873 – Levi Strauss i Jacob Davis uzyskali amerykański patent na dżinsy.
- 1882 – Niemcy, Włochy i Austro-Węgry zawiązały Trójprzymierze.
- 1890 – Francuski astronom Auguste Charlois odkrył planetoidę (293) Brasilia.
- 1897 – W szwajcarskim St. Gallen uruchomiono komunikację tramwajową.
- 1902 – Kuba uzyskała niepodległość (od USA). Pierwszym prezydentem został Tomás Estrada Palma.
- 1903 – Amerykański astronom Raymond Smith Dugan odkrył planetoidę (510) Mabella.
- 1909 – Klemens Maria Hofbauer i Józef Oriol zostali kanonizowani przez papieża Piusa X.
- 1910 – Odbył się pogrzeb króla Wielkiej Brytanii Edwarda VII.
- 1913:
  - Mario García Menocal został prezydentem Kuby.
  - Zwodowano amerykański niszczyciel USS „Cassin” i francuski okręt podwodny „Gustave Zédé”.
- 1916 – Irlandzki podróżnik Ernest Shackleton dotarł wraz z dwoma członkami nieudanej ekspedycji transantarktycznej do przystani wielorybniczej Stromness na północnym wybrzeżu Georgii Południowej, gdzie zorganizował wyprawy ratunkowe po trzech innych, niezdolnych do pieszej wędrówki polarników pozostawionych na południowym wybrzeżu tej wyspy i 22 kolejnych na Elephant Island.
- 1918 – I wojna światowa: niemieckie bombowce przeprowadziły największy i ostatni nalot na Anglię, zabijając 49 i raniąc 177 osób.
- 1920 – W stolicy Mozambiku Maputo założono klub piłkarski CD Maxaquene.
- 1921:
  - Alfredo Zayas został prezydentem Kuby.
  - Prezydent USA Warren Harding przekazał Marii Skłodowskiej-Curie kapsułkę z zawartością radu o wartości ówczesnych 100 tys. dolarów.
- 1923 – W Walencji otwarto Stadion Mestalla.
- 1925 – Gerardo Machado został prezydentem Kuby.
- 1926 – Henri Jaspar został premierem Belgii.
- 1927 – Amerykański pilot Charles Lindbergh wystartował z lotniska w Garden City pod Nowym Jorkiem w pierwszy w historii samotny lot transatlantycki bez międzylądowań, zakończony po 33,5 godz. lądowaniem w Paryżu.
- 1928:
  - Japonka Kinue Hitomi ustanowiła w Osace rekord świata w skoku w dal (5,98 m).
  - SPD wygrała wybory do Reichstagu.
  - Z uszkodzonej cysterny w zakładach chemicznych w Hamburgu wydostało się 11 ton fosgenu, który rozprzestrzenił się na odległość ok. 10 km powodując śmierć 10 i podtrucia u 300 osób.
- 1929:
  - Oddano do użytku Kapitol w Hawanie.
  - W Barcelonie rozpoczęła się Wystawa Światowa.
- 1932:
  - Amerykanka Amelia Earhart, jako druga w historii po Charlesie Lindberghu, rozpoczęła udany samotny lot przez Atlantyk.
  - Engelbert Dollfuß został kanclerzem Austrii.
- 1933:
  - Engelbert Dollfuß założył faszystowski Front Ojczyźniany (VF).
  - Założono Białoruski Państwowy Uniwersytet Ekonomiczny w Mińsku.
- 1934 – Zakończyła się wojna saudyjsko-jemeńska.
- 1936:
  - Miguel Mariano Gómez został prezydentem Kuby.
  - José David Toro został po raz drugi prezydentem Boliwii.
- 1937 – Dokonano oblotu brytyjskiego samolotu pasażerskiego i pocztowego de Havilland Albatross.
- 1941 – Kampania śródziemnomorska: wojska niemieckie przeprowadziły desant na Kretę.
- 1942 – Wojna na Pacyfiku: Japończycy zajęli całą Birmę dochodząc do granicy indyjskiej.
- 1943 – Bitwa o Atlantyk: niemiecki okręt podwodny U-258(inne języki) został zatopiony wraz z 49-osobową załogą bombami głębinowymi przez kanadyjski bombowiec B-24 Liberator.
- 1945 – Wojska amerykańskie i kanadyjskie wylądowały na holenderskiej wyspie Texel, co zakończyło trwające od 5 kwietnia antyniemieckie powstanie gruzińskich żołnierzy 822 Ostbatalionu.
- 1946:
  - Samolot Straży Wybrzeża Stanów Zjednoczonych uderzył w 58. piętro drapacza chmur 40 Wall Street na nowojorskim Manhattanie, w wyniku czego zginęło 5 osób.
  - W Wielkiej Brytanii znacjonalizowano kopalnie.
- 1948 – Czang Kaj-szek został prezydentem Tajwanu.
- 1949:
  - Na Tajwanie wprowadzono stan wojenny, który obowiązywał do 14 lipca 1987 roku.
  - W USA powstała Agencja Bezpieczeństwa Sił Zbrojnych (AFSA).
- 1954:
  - Na konferencji w Genewie podpisano porozumienie dzielące Wietnam wzdłuż 17. równoleżnika.
  - W Monachium rozpoczęła nadawanie białoruska sekcja Radia Swoboda.
- 1960 – Uprowadzony z Argentyny przez Mosad nazistowski zbrodniarz Adolf Eichmann został przewieziony specjalnym samolotem do Izraela.
- 1961 – Na Ukrainie została ustanowiona Państwowa Nagroda im. Tarasa Szewczenki.
- 1963 – W zakończonym w Moskwie meczu o szachowe mistrzostwo świata pomiędzy reprezentantami ZSRR Tigran Petrosjan pokonał obrońcę tytułu Michaiła Botwinnika.
- 1965:
  - 119 osób zginęło, a 6 zostało rannych w katastrofie pakistańskiego Boeinga 720 w czasie podchodzenia do lądowania w Kairze.
  - Dokonano oblotu samolotu transportowego krótkiego startu i lądowania de Havilland Canada DHC-6 Twin Otter.
  - W Thorshavn na Wyspach Owczych założono Uniwersytet Farerski.
- 1968 – Rozpoczęła działalność malezyjska państwowa agencja prasowa Bernama.
- 1969 – Wojna wietnamska: zwycięstwo wojsk amerykańsko-południowowietnamskich w bitwie o Hamburger Hill.
- 1970:
  - Przyjęto nowy wzór flagi Sudanu.
  - Założono omański klub piłkarski Al-Nasr Salala.
- 1971 – Wojna o niepodległość Bangladeszu: w miejscowości Chuknagar(inne języki) na południu kraju pakistańska armia i paramilitarni ochotnicy dokonali masakry od 8 do 10 tys. osób (głównie bengalskich Hindusów).
- 1975 – Ustanowiono flagę Kamerunu.
- 1978 – Został wystrzelony sztuczny satelita Wenus Pioneer Venus 1.
- 1980 – 59,5% spośród głosujących w referendum w kanadyjskiej prowincji Quebec opowiedziało się przeciwko ogłoszeniu przez nią niepodległości.
- 1981 – Premiera filmu Rydwany ognia w reżyserii Hugh Hudsona.
- 1982:
  - Papież Jan Paweł II powołał Papieską Radę ds. Kultury.
  - Pierwszy okręt podwodny o napędzie atomowym USS „Nautilus” został uznany za okręt-muzeum.
- 1983 – W czasopiśmie „Science” ukazał się artykuł donoszący o odkryciu wirusa HIV.
- 1985 – W Miami finansowane przez amerykański rząd Radio Martí rozpoczęło nadawanie audycji skierowanych do mieszkańców Kuby.
- 1986 – Na Narodowym Cmentarzu w Arlington pochowano we wspólnej mogile szczątki 5 z 7 śmiertelnych ofiar katastrofy wahadłowca Challenger.
- 1988 – W Carnarvon w Australii Zachodniej doszło do katastrofy masowca „Korean Star(inne języki)” i wycieku 600 ton oleju napędowego ze zbiorników statku.
- 1989 – W związku z protestami na Placu Tian’anmen w Pekinie wprowadzono w mieście stan wyjątkowy.
- 1990:
  - Na przystanku autobusowym w mieście Riszon le-Cijjon izraelski żołnierz Ami Popper(inne języki) zastrzelił 7 Palestyńczyków.
  - Odbyły się pierwsze od 1937 roku wielopartyjne wybory parlamentarne w Rumunii.
  - W Los Angeles Amerykanin Randy Barnes ustanowił rekord świata w pchnięciu kulą (23,12 m).
- 1992:
  - FC Barcelona pokonała po dogrywce na londyńskim Wembley Sampdorię Genua 1:0 i zdobyła po raz pierwszy piłkarski Puchar Europy.
  - Joseph Yodoyman został premierem Czadu.
  - W północno-zachodniej Rosji założono Park Narodowy „Paanajarwi”.
- 1994 – Premiera westernu Maverick w reżyserii Richarda Donnera.
- 1996 – Rozpoczął się ponad półtoraroczny okres widoczności gołym okiem Komety Hale’a-Boppa, jednej z najjaśniejszych w historii.
- 2001 – Urzędujący prezydent Czadu Idriss Déby został wybrany na kolejną kadencję.
- 2002:
  - Chen Shui-bian został prezydentem Tajwanu.
  - Timor Wschodni odzyskał pełną niepodległość (od Indonezji)
- 2006:
  - Fiński zespół Lordi z piosenką Hard Rock Hallelujah wygrał 51. Konkurs Piosenki Eurowizji w Atenach.
  - Nuri al-Maliki został premierem Iraku.
  - W Hanowerze zakończył się ostatni w historii kolarski Wyścig Pokoju. Zwyciężył Włoch Giampaolo Cheula.
- 2007 – Brazylijski piłkarz Romário zdobył swego 1000. gola.
- 2008:
  - Ma Ying-jeou został prezydentem Tajwanu.
  - Wieżowiec Burdż Chalifa w Dubaju osiągnął 649,7 m i stał się najwyższą budowlą w historii, przewyższając nieistniejący już maszt radiowy w Konstantynowie.
- 2009:
  - 41 osób zginęło, a 82 zostały ranne w wyniku wybuchu samochodu-pułapki w Bagdadzie.
  - 98 osób zginęło w katastrofie samolotu wojskowego w indonezyjskiej prowincji Jawa Wschodnia.
  - W Irlandii opublikowano tzw. Raport Ryana, ujawniający systemowy charakter tortur, gwałtów i poniżania dzieci przez katolickich księży i zakonnice, zarządzających ośrodkami wychowawczymi.
- 2010 – Z kosmodromu Tanegashima została wystrzelona w kierunku Wenus rakieta z japońską sondą Akatsuki.
- 2012:
  - W II turze wyborów prezydenckich w Serbii Tomislav Nikolić pokonał urzędującego prezydenta Borisa Tadicia.
  - W trzęsieniu ziemi we włoskim regionie Emilia-Romania zginęło 7 osób, a 50 zostało rannych.
- 2014 – W następstwie antyrządowych protestów naczelny dowódca sił zbrojnych Tajlandii gen. Prayuth Chan-ocha wprowadził w kraju stan wojenny.
- 2015 – Moses Nagamootoo został premierem Gujany.
- 2016 – Lin Chuan został premierem Tajwanu.
- 2017 – Francisco Guterres został prezydentem Timoru Wschodniego.
- 2018 – Ubiegający się o reelekcję Nicolás Maduro wygrał w pierwszej turze wybory prezydenckie w Wenezueli.
- 2019:
  - Weszła w życie przyjęta w listopadzie 2018 roku na 26. Generalnej Konferencji Miar w Wersalu redefinicja czterech jednostek podstawowych układu SI: kilograma, kelwina, ampera i mola.
  - Wołodymyr Zełenski został prezydentem Ukrainy.
- 2022 – Inwazja Rosji na Ukrainę: zwycięstwem wojsk rosyjskich zakończyła się bitwa o Mariupol.
- 2023 – 12 osób zginęło, a ok. 500 zostało rannych w tłumie na stadionie piłkarskim Estadio Cuscatlán w San Salvador.
- 2024 – Lai Ching-te został prezydentem Tajwanu.

## Urodzili się
- 1315 – Bonna Luksemburska, księżniczka Czech, księżna Normandii (zm. 1349)
- 1364 – Harry Hotspur, angielski rycerz (zm. 1403)
- 1470 – Pietro Bembo, włoski kardynał, filolog, poeta, historyk (zm. 1547)
- 1537 – Girolamo Fabrizio, włoski anatom, fizjolog, chirurg (zm. 1619)
- 1540 – Gasparo da Salò, włoski lutnik, kontrabasista (zm. 1609)
- 1554 – Paolo Bellasio(inne języki), włoski kompozytor (zm. 1594)
- 1660 – (lub 1664) Andreas Schlüter, niemiecki rzeźbiarz, architekt (zm. 1714)
- 1677 – Johann Adam Wratislaw von Mitrowitz, czeski duchowny katolicki, biskup hradecki i litomierzycki, arcybiskup-nominat praski (zm. 1733)
- 1678 – Marc-Antoine de Dampierre, francuski arystokrata, kompozytor, wojskowy (zm. 1756)
- 1697 – Francesco Scipione Maria Borghese, włoski kardynał (zm. 1759)
- 1726 – Francis Cotes(inne języki), brytyjski malarz (zm. 1770)
- 1729 – Antoni Bannassat, francuski duchowny katolicki, męczennik, błogosławiony (zm. 1794)
- 1736 – Carlo Crivelli, włoski kardynał, nuncjusz apostolski (zm. 1818)
- 1743 – Toussaint L’Ouverture, haitański generał, bohater narodowy (zm. 1803)
- 1763 – William Wellesley-Pole, brytyjski arystokrata, polityk (zm. 1845)
- 1764 – Johann Gottfried Schadow, niemiecki rzeźbiarz, malarz, grafik (zm. 1850)
- 1768 – Dolley Madison, amerykańska pierwsza dama (zm. 1849)
- 1772 – William Congreve, brytyjski wynalazca (zm. 1828)
- 1776 – Józef von Hohenzollern, niemiecki duchowny katolicki, biskup warmiński (zm. 1836)
- 1780 – Bernardino Rivadavia, argentyński polityk, pierwszy prezydent Argentyny (zm. 1845)
- 1789 – Marcelin Champagnat, francuski duchowny katolicki, święty (zm. 1840)
- 1799 – Honoré de Balzac, francuski pisarz (zm. 1850)
- 1802 – Emma Anhalt-Bernburg-Schaumburg-Hoym, księżna Waldecku i Pyrmontu (zm. 1858)
- 1806 – John Stuart Mill, brytyjski filozof, politolog, ekonomista (zm. 1873)
- 1811 – Alfred Domett, brytyjski polityk, poeta (zm. 1887)
- 1815 – Barthélemy Menn, szwajcarski malarz, rysownik (zm. 1893)
- 1820:
  - Michał Bergson, polski kompozytor, pianista (zm. 1898)
  - Ludwika Teresa de Montaignac, francuska zakonnica, błogosławiona (zm. 1885)
- 1822 – Frédéric Passy, francuski ekonomista, polityk, laureat Pokojowej Nagrody Nobla (zm. 1912)
- 1830 – Hector Malot, francuski pisarz (zm. 1907)
- 1832 – Garretson Gibson, liberyjski polityk, prezydent Liberii (zm. 1910)
- 1838:
  - Jules Méline, francuski polityk, premier Francji (zm. 1925)
  - Ferdinand Zirkel, niemiecki petrograf, geolog (zm. 1912)
- 1839:
  - Bernardino Caballero, paragwajski polityk, prezydent Paragwaju (zm. 1912)
  - Antonio Adolfo Pérez Aguilar, salwadorski duchowny katolicki, arcybiskup metropolita San Salvador (zm. 1926)
- 1840 – Henry Strutt, brytyjski arystokrata, polityk (zm. 1914)
- 1841 – Sara Louisa Oberholtzer, amerykańska pisarka, poetka, działaczka społeczna (zm. 1930)
- 1843 – Daniel Smith Lamb, amerykański anatom (zm. 1929)
- 1845 – Hermann Emminghaus, niemiecki psychiatra (zm. 1904)
- 1846 – Alexander von Kluck, niemiecki generał (zm. 1934)
- 1849 – Georges de Porto-Riche, francuski dramaturg (zm. 1930)
- 1851:
  - Emil Berliner, amerykański elektrotechnik, wynalazca, przemysłowiec pochodzenia niemieckiego (zm. 1929)
  - Rose Hawthorne Lathrop, amerykańska zakonnica, Służebnica Boża (zm. 1926)
- 1853 – Władimir Sacharow, rosyjski generał kawalerii (zm. 1920)
- 1856 – Henri-Edmond Cross, francuski malarz (zm. 1910)
- 1858 – Emma Adler, austriacka dziennikarka, pisarka, tłumaczka, polityk (zm. 1935)
- 1859 – Aleksander Zawadzki, polski działacz społeczny, polityczny i emigracyjny (zm. 1926)
- 1860 – Eduard Buchner, niemiecki chemik, laureat Nagrody Nobla (zm. 1917)
- 1861 – Andries Bonger, holenderski marszand, kolekcjoner obrazów (zm. 1936)
- 1868 – Jonas Staugaitis, litewski lekarz, polityk (zm. 1952)
- 1869 – Joshua Pim, irlandzki tenisista (zm. 1942)
- 1870:
  - Julian Flatau, polski chemik, farmaceuta, wykładowca akademicki (zm. 1935)
  - Wiktor Jaroński, polski prawnik, polityk (zm. 1931)
  - Oskar Kon, polski przemysłowiec pochodzenia żydowskiego (zm. 1961)
  - Bolesław Koskowski, polski ekonomista, dziennikarz, publicysta, polityk, senator RP (zm. 1938)
  - Joachim Wołoszynowski, polski ziemianin, dziennikarz, polityk, poseł na Sejm i senator RP (zm. 1945)
- 1871 – George Washington, amerykański wynalazca, przedsiębiorca pochodzenia brytyjsko-belgijskiego (zm. 1946)
- 1875:
  - Hendrik Offerhaus, holenderski wioślarz (zm. 1953)
  - Stanisław Osiecki, polski polityk, minister reform rolnych oraz przemysłu i handlu, poseł na Sejm, wicemarszałek Sejmu i senator RP (zm. 1967)
- 1877:
  - Patrick Leahy, brytyjski lekkoatleta, skoczek wzwyż pochodzenia irlandzkiego (zm. 1926)
  - Ferdynand Liebling, polski architekt pochodzenia żydowskiego (zm. 1942)
  - Władysław Szczepański, polski duchowny katolicki, biblista, archeolog, orientalista (zm. 1927)
- 1878 – Semen Lubarski, ukraiński nauczyciel, polityk, poseł na Sejm RP (zm. 1944)
- 1879 – Borys Martos, ukraiński polityk, premier URL (zm. 1977)
- 1881:
  - Natalia Gąsiorowska, polska historyk, wykładowczyni akademicka (zm. 1964)
  - Władysław Sikorski, polski generał broni, polityk, minister spraw wewnętrznych i spraw wojskowych, premier Rządu Rzeczypospolitej Polskiej na uchodźstwie, Naczelny Wódz (zm. 1943)
  - Jan Smotrycki, polski dziennikarz, poeta, polityk, prezydent Cieszyna (zm. 1952)
- 1882 – Sigrid Undset, norweska pisarka, laureatka Nagrody Nobla (zm. 1949)
- 1883:
  - Jan Kašpar, czeski inżynier, pionier lotnictwa (zm. 1927)
  - Józef Maślanka, polski polityk (zm. 1968)
- 1886 – Erik Lindqvist, szwedzki żeglarz sportowy (zm. 1934)
- 1890:
  - Zofia Kossuth-Lorecowa, polska graficzka, projektantka kilimów (zm. 1922)
  - Eugen Ott, niemiecki generał piechoty (zm. 1966)
  - Ernst Pohlhausen, niemiecki matematyk, wykładowca akademicki (zm. 1964)
  - Georges Tainturier, francuski szpadzista (zm. 1943)
- 1891:
  - Earl Browder(inne języki), amerykański działacz komunistyczny (zm. 1973)
  - Helena Halecka, polska historyk (zm. 1964)
  - Per Skou, norweski piłkarz (zm. 1962)
- 1892:
  - Harry Anslinger, amerykański urzędnik państwowy pochodzenia szwajcarsko-niemieckiego (zm. 1975)
  - Feliks Woytkowski, polski zoolog, podróżnik (zm. 1966)
- 1894:
  - Ewa Bandrowska-Turska, polska śpiewaczka operowa (sopran) (zm. 1979)
  - Dorothea von Philipsborn, niemiecka rzeźbiarka (zm. 1971)
  - Adela Rogers St. Johns, amerykańska scenarzystka filmowa (zm. 1988)
  - Estelle Taylor, amerykańska aktorka (zm. 1958)
- 1895:
  - Tadeusz Czystohorski, polski biochemik, wykładowca akademicki (zm. 1958)
  - Aarne Pekkalainen, fiński żeglarz sportowy (zm. 1958)
- 1896:
  - Zygmunt Dobrzycki, polski malarz, rzeźbiarz, projektant tkanin i ceramiki (zm. 1970)
  - Juliusz Szygowski, polski prawnik, dyplomata (zm. 2001)
- 1897:
  - Zbigniew Bielański, major intendent Wojska Polskiego (zm. 1938)
  - Malcolm Nokes, brytyjski lekkoatleta, młociarz (zm. 1986)
  - Antoni Stefan Olszewski, polski inżynier architekt (zm. 1954)
  - Stanislas Ostroróg, francuski dyplomata pochodzenia polskiego (zm. 1960)
  - Diego Abad de Santillán, hiszpańsko-argentyński działacz anarchistyczny (zm. 1983)
- 1898:
  - Kazimierz Kunicki, polski podporucznik pilot (zm. 1920)
  - Joseph Murphy, irlandzki pisarz, filozof (zm. 1981)
- 1899 – Aleksandr Dejneka, rosyjski malarz, rzeźbiarz, grafik (zm. 1969)
- 1900:
  - Lorenzo Fernández, urugwajski piłkarz, trener (zm. 1973)
  - Oskar Sepre, estoński polityk komunistyczny (zm. 1965)
- 1901 – Max Euwe, holenderski szachista, prezydent FIDE (zm. 1981)
- 1902:
  - Aleksiej Leonow, radziecki marszałek wojsk łączności (zm. 1972)
  - Filip Limański, polski ślusarz, powstaniec śląski (zm. 1921)
  - Jazep Puszcza, białoruski poeta, krytyk literacki, tłumacz, działacz polityczny (zm. 1964)
  - Mieczysław Thugutt, polski działacz ludowy, polityk, minister poczt i telegrafów (zm. 1979)
- 1903:
  - Jerzy Fitelberg, polsko-amerykański kompozytor (zm. 1951)
  - Johann Horvath, austriacki piłkarz (zm. 1968)
  - Ernest Koliqi, albański pisarz, tłumacz, polityk (zm. 1975)
- 1904:
  - Margery Allingham, brytyjska pisarka (zm. 1966)
  - Antoni Knot, polski historyk, bibliotekarz (zm. 1982)
  - Alexander Skutch, amerykański ornitolog (zm. 2004)
- 1905:
  - Gerrit Achterberg, holenderski poeta (zm. 1962)
  - Jan Jórczak, polski działacz komunistyczny i związkowy (zm. 1983)
  - Konstantin Markow, rosyjski geomorfolog (zm. 1980)
  - Frank Morrison, amerykański polityk (zm. 2004)
- 1906:
  - Aleksandr Komarowski, radziecki generał armii, polityk (zm. 1973)
  - Maria Pilecka, polska nauczycielka, żona Witolda (zm. 2002)
  - Lyda Roberti, amerykańska aktorka, piosenkarka pochodzenia polsko-niemieckiego (zm. 1938)
  - Giuseppe Siri, włoski duchowny katolicki, arcybiskup Genui, kardynał (zm. 1989)
- 1907 – Franciszek Jägerstätter, austriacki tercjarz franciszkański, męczennik, błogosławiony (zm. 1943)
- 1908:
  - Roland Kalpas, polski major pilot (zm. 1994)
  - James Stewart, amerykański aktor (zm. 1997)
- 1909 – Arthur Sweeney, brytyjski lekkoatleta, sprinter, podpułkownik RAF (zm. 1940)
- 1910:
  - Filip Bajković, jugosłowiański polityk, premier i prezydent Czarnogóry (zm. 1985)
  - Algisto Lorenzato, brazylijski piłkarz, bramkarz (zm. 1960)
  - Alfred Pokultinis, polski kapitan piechoty, cichociemny (zm. 1981)
- 1911:
  - Mieczysław Lesz, polski ekonomista, polityk, minister handlu wewnętrznego (zm. 1998)
  - Alicja Musiałowa, polska prawnik, polityk, członkini Rady Państwa, poseł na Sejm PRL (zm. 1998)
- 1912:
  - Chaïm Perelman, belgijski logik, historyk prawa, wykładowca akademicki pochodzenia polsko-żydowskiego (zm. 1984)
  - Nereo Rocco, włoski piłkarz, trener (zm. 1979)
  - Wilfrid Sellars, amerykański filozof, wykładowca akademicki (zm. 1989)
- 1913:
  - Teodoro Fernández, peruwiański piłkarz (zm. 1996)
  - Philip Hannan, amerykański duchowny katolicki, arcybiskup Nowego Orleanu (zm. 2011)
  - Bill Hewlett, amerykański wynalazca (zm. 2001)
  - Émile Jonassaint, haitański prawnik, sędzia, polityk, p.o. prezydenta Haiti (zm. 1995)
  - Konstantin Kowalow, radziecki pilot wojskowy, as myśliwski (zm. 1995)
  - Armando Latini, włoski kolarz torowy i szosowy (zm. 1976)
  - Isaak Pomieranczuk, rosyjski fizyk teoretyk pochodzenia żydowskiego (zm. 1966)
  - Eryk Wyra, polski inżynier górniczy, działacz sportowy (zm. 2005)
- 1914:
  - Corneliu Coposu, rumuński polityk (zm. 1995)
  - Hideko Maehata, japońska pływaczka (zm. 1995)
- 1915 – Mosze Dajan, izraelski generał, polityk (zm. 1981)
- 1916:
  - Aleksiej Mariesjew, radziecki pilot wojskowy, as myśliwski (zm. 2001)
  - Adam Roman, polski rzeźbiarz (zm. 2013)
  - Trebisonda Valla, włoska lekkoatletka, płotkarka (zm. 2006)
- 1917:
  - Tony Cliff, brytyjski polityk trockistowski pochodzenia żydowskiego (zm. 2000)
  - David McClelland, amerykański specjalista w zakresie motywacji i przedsiębiorczości (zm. 1998)
- 1918:
  - Leon Lendzion, polski inżynier, polityk, poseł na Sejm PRL (zm. 2005)
  - Edward B. Lewis, amerykański genetyk, laureat Nagrody Nobla (zm. 2004)
  - David Ormsby-Gore, brytyjski arystokrata, polityk (zm. 1985)
- 1919:
  - George Gobel, amerykański aktor, komik (zm. 1991)
  - Gustaw Herling-Grudziński, polski prozaik, eseista, krytyk literacki, dziennikarz, więzień łagrów, antykomunista, emigrant polityczny (zm. 2000)
  - Jan Małkowiak, polski hokeista na trawie, trener (zm. 1991)
- 1920:
  - Iwan Kicenko, radziecki kapitan (zm. 1971)
  - Andrzej Kozanecki, polski adwokat, uczestnik konspiracji antyhitlerowskiej, więzień polityczny (zm. 1994)
  - Hassan Shadily, indonezyjski leksykograf, językoznawca (zm. 2000)
- 1921:
  - Wolfgang Borchert, niemiecki pisarz (zm. 1947)
  - Karl Dedecius, niemiecki tłumacz i popularyzator literatury polskiej i rosyjskiej (zm. 2016)
  - John van Nes Ziegler, niemiecki polityk (zm. 2006)
  - Hal Newhouser, amerykański baseballista (zm. 1998)
  - Ewa Szumańska, polska pisarka, reportażystka, satyryk (zm. 2011)
  - Wang Hao, amerykański filozof, logik, matematyk pochodzenia chińskiego (zm. 1995)
- 1922:
  - Henryk Czyż, polski żołnierz AK, członek zrzeszenia WiN (zm. 1950)
  - Sara Doron, izraelska polityk (zm. 2010)
- 1923:
  - Sarvar Azimov, radziecki i uzbecki polityk, dyplomata, pisarz (zm. 1994)
  - Tadeusz Bejt, polski kurier Komendy Głównej ZWZ-AK (zm. 1949)
  - Israel Gutman, polski historyk pochodzenia żydowskiego, działacz ruchu oporu i uczestnik powstania w getcie warszawskim (zm. 2013)
- 1924:
  - David Chavchavadze, amerykański pisarz (zm. 2014)
  - Andrzej Siciński, polski socjolog, polityk, minister kultury i dziedzictwa narodowego (zm. 2006)
  - Dmitrij Sokołow, radziecki biathlonista (zm. 2009)
- 1925:
  - Robert Nawrocki, polski żużlowiec, trener (zm. 1999)
  - Stefan Węgrzyn, polski fizyk, wykładowca akademicki (zm. 2011)
- 1926:
  - Bruno Nicolai, włoski kompozytor muzyki filmowej, dyrygent (zm. 1991)
  - Bob Sweikert, amerykański kierowca wyścigowy (zm. 1956)
  - Andrzej Zydek, polski zootechnik, polityk, poseł na Sejm PRL (zm. 2007)
- 1927:
  - David Hedison, amerykański aktor (zm. 2019)
  - Franciszek Macharski, polski duchowny katolicki, arcybiskup metropolita krakowski, kardynał (zm. 2016)
  - Michel Scheuer, niemiecki kajakarz (zm. 2015)
  - José Agustín Valbuena Jáuregui, kolumbijski duchowny katolicki, biskup Valledupar (zm. 2024)
  - Władysław Welfe, polski ekonomista (zm. 2013)
- 1928 – Jerzy Trzeciak, polski konstruktor lotniczy, szybownik (zm. 1991)
- 1929 – Larry Hennessy, amerykański koszykarz (zm. 2008)
- 1930:
  - Milič Blahout, czeski taternik, przewodnik tatrzański, ratownik górski (zm. 1978)
  - Yasushi Nagao, japoński fotograf (zm. 2009)
  - Alberto Pellegrino, włoski szpadzista, florecista (zm. 1996)
  - Miguel Seijas, urugwajski wioślarz
  - William Joseph Winter, amerykański duchowny katolicki, biskup pomocniczy Pittsburgha
- 1931:
  - Chiharu Igaya, japoński narciarz alpejski
  - Marian Jonkajtys, polski aktor, reżyser teatralny, poeta, pedagog (zm. 2004)
  - Jisra’el Kesar, izraelski ekonomista, socjolog, związkowiec, polityk, minister transportu (zm. 2019)
  - Bernard Krawczyk, polski aktor (zm. 2018)
  - Malka Ribowska, francuska aktorka polskiego pochodzenia (zm. 2020)
  - Eugeniusz Szleper, polski dyplomata (zm. 2016)
  - Jorgos Wasiliu, cypryjski polityk, prezydent Cypru
- 1932:
  - Jan Celek, polski generał brygady (zm. 2007)
  - Andrzej Drawicz, polski eseista, krytyk literacki, tłumacz (zm. 1997)
  - Janusz Królik, polski historyk sztuki, muzealnik, malarz (zm. 2010)
  - Antonio Suárez, hiszpański kolarz szosowy (zm. 1981)
  - Władysław Wojewoda, polski botanik, mykolog, wykładowca akademicki (zm. 2010)
- 1933:
  - Edmond Farhat, libański duchowny katolicki, arcybiskup, nuncjusz apostolski (zm. 2016)
  - Wojciech Krzemiński, polski astronom (zm. 2017)
- 1934:
  - René Bianchi, francuski kolarz torowy i szosowy
  - Michael J. Flynn, amerykański informatyk
  - Ludwik Jaskulski, polski żużlowiec (zm. 2013)
  - Józef Pawelec, polski inżynier elektronik, wykładowca akademicki, polityk, poseł na Sejm RP
  - Henryk Wróbel, polski językoznawca, slawista, wykładowca akademicki
- 1935:
  - Hanna Krall, polska pisarka, dziennikarka pochodzenia żydowskiego
  - José Mujica, urugwajski rolnik, polityk, minister rolnictwa, prezydent Urugwaju (zm. 2025)
  - Dino Saluzzi, argentyński muzyk, kompozytor, aranżer
- 1936:
  - Wiesław Podobas, polski kolarz szosowy
  - Anthony Zerbe, amerykański aktor
- 1938:
  - Stien Baas-Kaiser, holenderska łyżwiarka szybka (zm. 2022)
  - Loek Hollander, holenderski wojskowy, karateka kyokushin (zm. 2020)
  - Astrid Kirchherr, niemiecka malarka, fotografka (zm. 2020)
  - Marinella, grecka piosenkarka
  - Glauco Sansovini, sanmaryński polityk, kapitan regent (zm. 2019)
- 1939:
  - William Dendinger, amerykański duchowny katolicki, biskup Grand Island
  - Danuta Dzierżanowska, polska mikrobiolog (zm. 2020)
- 1940:
  - Claude Dagens, francuski duchowny katolicki, biskup Angoulême
  - Stan Mikita, słowacko-kanadyjski hokeista (zm. 2018)
  - Sadaharu Ō, japońsko-tajwański baseballista
  - Bogdan Rogatko, polski wydawca, krytyk literacki (zm. 2017)
  - Janina Romańska-Werner, polska pianistka (zm. 2019)
  - Norbert Werbs, niemiecki duchowny katolicki, biskup pomocniczy Hamburga (zm. 2023)
- 1941:
  - Imants Bodnieks, łotewski kolarz torowy
  - Raymond Forni, francuski prawnik, samorządowiec, polityk (zm. 2008)
  - Goh Chok Tong, singapurski polityk, premier Singapuru
  - Jean-Pierre Grallet, francuski duchowny katolicki, arcybiskup Strasburga
  - Toshiaki Kosedo, japoński siatkarz
  - Krzysztof Kursa, polski aktor (zm. 1990)
  - Henryk Maciąg, polski lekkoatleta, średniodystansowiec (zm. 2017)
  - Janko Nilović, czarnogórsko-grecki pianista, kompozytor, aranżer
- 1942:
  - Lynn Davies, brytyjski lekkoatleta, skoczek w dal
  - Carlos Hathcock, amerykański żołnierz, strzelec wyborowy (zm. 1999)
  - Józef Kurylak, polski poeta, eseista
  - Czesław Ptak, polski bokser, trener
  - Jacek Szczygieł, polski kompozytor, pianista, organista
- 1943:
  - Tadeusz Aleksandrowicz, polski trener koszykówki
  - Al Bano, włoski piosenkarz, aktor
  - Erwin Fiedor, polski skoczek narciarski (zm. 2012)
  - Imata Kabua, marszalski prawnik, polityk, prezydent Wysp Marshalla (zm. 2019)
  - Guillermo Rodríguez-Melgarejo, argentyński duchowny katolicki, biskup San Martín (zm. 2021)
- 1944:
  - Joseph Benz, szwajcarski bobsleista (zm. 2021)
  - Joe Cocker, brytyjski piosenkarz (zm. 2014)
  - Dietrich Mateschitz, austriacki przedsiębiorca, miliarder (zm. 2022)
- 1945:
  - Wally Herger, amerykański polityk
  - Marian Miłek, polski profesor nauk technicznych, senator RP
  - Vladimiro Montesinos, peruwiański wojskowy, polityk
  - Anton Zeilinger, austriacki fizyk, wykładowca akademicki
- 1946:
  - Cher, amerykańska piosenkarka, producentka muzyczna, aktorka
  - Andrzej Dziech, polski inżynier elektronik, wykładowca akademicki
  - Mario Guilloti, argentyński bokser (zm. 2021)
  - Brendan Kelly, irlandzki duchowny katolicki, biskup Achonry
  - Tadeusz Krupa, polski inżynier, ekonomista, wykładowca akademicki (zm. 2025)
  - Aleksander Migo, polski poeta, autor tekstów piosenek
- 1947:
  - Nancy Fraser, amerykańska filozof, teoretyk polityki
  - Janusz Hamerszmit, polski aktor, reżyser teatralny (zm. 2009)
  - Michel Santier, francuski duchowny katolicki, biskup Créteil
  - Teemu Sippo, fiński duchowny katolicki, biskup Helsinek
  - Margaret Wilson, nowozelandzka polityk
- 1948:
  - Jon Amiel, brytyjski reżyser filmowy i telewizyjny
  - John Rettie McKernan Jr., amerykański prawnik, polityk
  - Włodzimierz Staszak, polski lekkoatleta, średniodystansowiec
  - Aleksandr Timoszynin, rosyjski wioślarz (zm. 2021)
  - Lorenzo Voltolini, włoski duchowny katolicki, arcybiskup Portoviejo
  - Rudolf Žáček, czeski historyk
- 1949:
  - István Major, węgierski lekkoatleta, skoczek wzwyż (zm. 2014)
  - Giuliano Pisapia, włoski prawnik, polityk, samorządowiec, burmistrz Mediolanu
  - Nick Rahall, amerykański polityk
  - Dave Thomas, kanadyjski aktor, komik
- 1950:
  - Svend Andresen, duński piłkarz
  - Erri De Luca, włoski pisarz
  - Jhala Nath Khanal, nepalski polityk, premier Nepalu
- 1951:
  - Wolfgang Büscher, niemiecki dziennikarz, pisarz, podróżnik
  - Mike Crapo, amerykański polityk, senator
  - Peter Ollerton, australijski piłkarz pochodzenia węgierskiego
- 1952:
  - Walter Isaacson, amerykański pisarz, biograf
  - Christian Klar, niemiecki terrorysta
  - Ryszard Konkolewski, polski kolarz torowy
  - Roger Milla, kameruński piłkarz
- 1953:
  - Robert Doyle, australijski polityk, burmistrz Melbourne
  - Aleksander Hall, polski historyk, polityk, minister ds. współpracy z organizacjami politycznymi i stowarzyszeniami, poseł na Sejm RP
  - Michał Listkiewicz, polski sędzia i działacz piłkarski
  - Stanisław Skoczyński, polski perkusista, pedagog
- 1954:
  - Esko Aho, fiński polityk, premier Finlandii
  - Krzysztof Kaczmarek, polski aktor
  - Władimir Smirnow, rosyjski szermierz (zm. 1982)
  - Robert Van de Walle, belgijski judoka
- 1955:
  - Leo Andersson, szwedzki kierowca wyścigowy
  - Manolo Cadenas, hiszpański trener piłki ręcznej
  - Anton Corbijn, holenderski fotograf, reżyser teledysków
  - Karl-Heinz Geils, niemiecki piłkarz
  - Tadeusz Kowalski, polski ekonomista, medioznawca, wykładowca akademicki
  - Józef Łuszczek, polski biegacz narciarski
  - Micha’el Oren, izraelski historyk, wykładowca akademicki, wojskowy, pisarz, polityk, dyplomata
  - Pierantonio Pavanello, włoski duchowny katolicki, biskup Adrii-Rovigo
  - Adam Pawluś, polski prawnik, samorządowiec, starosta jasielski
  - Zbigniew Preisner, polski kompozytor muzyki filmowej
  - Jackie Robinson, amerykański koszykarz
- 1956:
  - Boris Akunin, rosyjski pisarz pochodzenia gruzińskiego
  - Ingvar Ambjørnsen, norweski pisarz (zm. 2025)
  - Gerardo Antonazzo, włoski duchowny katolicki, biskup Sora-Cassino-Aquino-Pontecorvo
  - Dean Butler, kanadyjski aktor
  - John C. Carney, amerykański polityk, gubernator stanu Delaware
  - Tyrone Downie, jamajski pianista, keyboardzista (zm. 2022)
  - Pål Jacobsen, norweski piłkarz
- 1957:
  - Piotr Michalik, polski zapaśnik
  - Yoshihiko Noda, japoński polityk, premier Japonii
  - Vladimír Palko, słowacki matematyk, polityk
  - Lucélia Santos, brazylijska aktorka, reżyserka i producentka filmowa
  - Dubravka Šuica, chorwacka działaczka samorządowa, polityk
  - Mykoła Trubaczow, ukraiński piłkarz, trener pochodzenia rosyjskiego
  - Wiesław Wenz, polski duchowny katolicki, profesor nauk teologicznych, kanonista (zm. 2024)
- 1958:
  - Mohammed Chaib, algierski piłkarz
  - Aleksiej Guśkow, rosyjski aktor
  - Matt McCoy, amerykański aktor, producent filmowy
  - Paweł Warchoł, polski grafik
- 1959:
  - Marianne Curley, australijska pisarka
  - Israel Kamakawiwoʻole, hawajski piosenkarz, muzyk (zm. 1997)
  - Juan Carlos Letelier, chilijski piłkarz
  - Izabela Mrzygłocka, polska ekonomistka, działaczka samorządowa, polityk, poseł na Sejm RP (zm. 2024)
  - Bronson Pinchot, amerykański aktor
- 1960:
  - John Billingsley, amerykański aktor
  - Philippe Blain, francuski siatkarz, trener
  - Tony Goldwyn, amerykański aktor, reżyser filmowy i telewizyjny
  - Elena Murgoci, rumuńska lekkoatleta, biegaczka długodystansowa (zm. 1999)
  - Don Symon, nowozelandzki wioślarz
  - Wanda Wójtowiec, polska lekkoatletka, biegaczka średniodystansowa
- 1961:
  - Clive Allen, angielski piłkarz
  - Roberta Pinotti, włoska polityk
  - Owen Teale, walijski aktor
- 1962:
  - Aleksandr Diediuszko, rosyjski aktor (zm. 2007)
  - Witold Matwiejczyk, polski historyk (zm. 2023)
  - Alexis Mitsuru Shirahama, japoński duchowny katolicki, biskup Hiroszimy
- 1963:
  - Oscar Sarlinga, argentyński duchowny katolicki, biskup Zárate-Campany
  - Gintautas Umaras, litewski kolarz szosowy i torowy
  - Wojciech Walasik, polski aktor (zm. 2023)
- 1964:
  - Crawford Ashley, brytyjski bokser
  - Miodrag Belodedici, rumuński piłkarz pochodzenia serbskiego
  - Olga Bogosłowska, rosyjska lekkoatletka, sprinterka
  - Gia Guruli, gruziński piłkarz, trener
  - Petr Kellner, czeski przedsiębiorca, multimiliarder (zm. 2021)
  - Patti Russo, amerykańska piosenkarka, kompozytorka, aktorka
  - Robert Smoleń, polski polityk, eurodeputowany
- 1965:
  - Roberta Brunet, włoska lekkoatletka, biegaczka długodystansowa
  - Bruno Marie-Rose, francuski lekkoatleta, sprinter
  - Paolo Seganti, włoski aktor, model
- 1966:
  - Ahmet Ak, turecki zapaśnik
  - Peter Artner, austriacki piłkarz
  - Gina Ravera, amerykańska aktorka
- 1967:
  - Gosza Kucenko, rosyjski aktor, piosenkarz
  - Gabriele Muccino, włoski reżyser, scenarzysta i producent filmowy
  - Adam Probosz, polski aktor, komentator sportowy
  - Oksana Rawiłowa, rosyjska łyżwiarka szybka
  - Jonas Thern, szwedzki piłkarz
  - Richard Zambrano, chilijski piłkarz
- 1968:
  - Janusz Chomontek, polski piłkarz, żongler
  - Jędrzej Kasperczyk, polski hokeista
  - Timothy Olyphant, amerykański aktor
  - Aivis Ronis, łotewski polityk
  - Artur Wojdat, polski pływak
- 1969:
  - Davide Bellini, włoski siatkarz
  - Laurent Dufaux, szwajcarski kolarz szosowy
  - Mike Jacoby, amerykański snowboardzista
  - Morgan Lundin, szwedzki łucznik
  - Davor Marcelić, chorwacki koszykarz
- 1970:
  - Crissy Ahmann-Leighton, amerykańska pływaczka
  - Ömürbek Babanow, kirgiski polityk, premier Kirgistanu
  - Terrell Brandon, amerykański koszykarz
  - Jameel McCline, amerykański bokser
  - Andreas Walzer, niemiecki kolarz torowy i szosowy
- 1971:
  - Ian Feuer, amerykański piłkarz, bramkarz
  - Šárka Kašpárková, czeska lekkoatletka, skoczkini wzwyż i trójskoczkini
  - Paweł Mykietyn, polski kompozytor, klarnecista
  - Algirdas Paleckis, litewski politolog, samorządowiec, polityk, dyplomata
- 1972:
  - Maarten Arens, holenderski judoka
  - Bård Borgersen, norweski piłkarz, trener
  - Busta Rhymes, amerykański raper
  - Serghei Cleșcenco, mołdawski piłkarz, trener
  - Michael Diamond, australijski strzelec sportowy
  - Christophe Dominici, francuski rugbysta (zm. 2020)
  - Rafał Dymowski, polski siatkarz (zm. 2020)
  - Robert Karśnicki, polski kolarz torowy
  - Andreas Lundstedt, szwedzki piosenkarz
  - Marzena Okła-Drewnowicz, polska działaczka samorządowa, polityk, poseł na Sejm RP
  - Charity Opara, nigeryjska lekkoatletka, sprinterka
- 1973:
  - Patricia Navidad, meksykańska piosenkarka, aktorka
  - Samuele Papi, włoski siatkarz
  - Natalia Śniadanko, ukraińska poetka, pisarka, dziennikarka, tłumaczka
  - Héctor Javier Velazco, argentyński bokser
- 1974:
  - Maria Cyranowicz, polska poetka, krytyk literacki
  - Stanisław Markiełow, rosyjski prawnik, dziennikarz, obrońca praw człowieka (zm. 2009)
  - Aleksander Stępkowski, polski prawnik, urzędnik państwowy
  - Marko Tratar, słoweński szachista
- 1975:
  - Bruna Esih, chorwacka naukowiec, polityk
  - Ralph Firman, irlandzki kierowca wyścigowy
  - Isaac Gálvez, hiszpański kolarz torowy i szosowy (zm. 2006)
  - Tahmoh Penikett, kanadyjski aktor
  - Andrew Sega, amerykański muzyk, kompozytor
- 1976:
  - Lado Fumic, niemiecki kolarz górski i szosowy
  - Virpi Kuitunen, fińska biegaczka narciarska
  - Paweł Staszek, polski żużlowiec
  - Kostiantyn Zajcew, ukraiński wioślarz
  - Wojciech Żurawski, polski koszykarz
- 1977:
  - Dilshod Aripov, uzbecki zapaśnik
  - Paweł Baraszkiewicz, polski kajakarz
  - Najeh Braham, tunezyjski piłkarz
  - Matt Czuchry, amerykański aktor pochodzenia ukraińskiego
  - Leo Franco, argentyński piłkarz, bramkarz
  - Maciej Gdula, polski socjolog, polityk, poseł na Sejm RP
  - Raf de Gregorio, nowozelandzki piłkarz pochodzenia włoskiego
  - Eric Jamili, filipiński bokser
  - Stirling Mortlock, australijski rugbysta
  - Serghei Rogaciov, mołdawski piłkarz
  - Sanna Stén, fińska wioślarka
  - Piotr Uściński, polski samorządowiec, polityk, poseł na Sejm RP
- 1978:
  - Lauren Ambrose, amerykańska aktorka
  - Sabina Glasovac, chorwacka polityk
  - Pavla Hamáčková-Rybová, czeska lekkoatletka, tyczkarka
  - Karol Okrasa, polski kucharz, osobowość telewizyjna
  - Nils Schumann, niemiecki lekkoatleta, średniodystansowiec
- 1979:
  - Alfons Alzamora, hiszpański koszykarz
  - Dalia Blimke-Dereń, polska szachistka
  - Marija Gabriel, bułgarska filolog, politolog, polityk
  - Jakub Kamieński, polski aktor
  - Aysun Kayacı, turecka aktorka, modelka
  - Jana Pallaske, niemiecka aktorka, wokalistka, członkini zespołu Spitting Off Tall Buildings
  - Andrew Scheer, kanadyjski polityk
  - Joanna Wajs, polska poetka, prozaik, krytyk literacki, tłumaczka, dziennikarka
- 1980:
  - Anna Brusewicz, polska modelka, aktorka
  - Florante Condes, filipiński bokser
  - Jacey Harper, trynidadzko-tobagijski lekkoatleta, sprinter
  - Lucy Lee, amerykańska aktorka pornograficzna
  - Juliana Pasha, albańska piosenkarka
  - Cauã Reymond, brazylijski aktor, model
- 1981:
  - Pascal Berenguer, francuski piłkarz
  - Iker Casillas, hiszpański piłkarz, bramkarz
  - Alicja Kryczało, polska florecistka
  - Rachel Platten, amerykańska piosenkarka, kompozytorka, autorka tekstów
  - Tomáš Starosta, słowacki hokeista
  - Lindsay Taylor, amerykańska koszykarka
  - Marek Walaszek, polski reżyser dźwięku, kompozytor, producent muzyczny
  - Mark Winterbottom, australijski kierowca wyścigowy
- 1982:
  - Sierra Boggess, amerykańska aktorka, wokalistka
  - Petr Čech, czeski piłkarz, bramkarz
  - Tina Ellertson, amerykańska piłkarka
  - Gregor Hauffe, niemiecki wioślarz
  - Wes Hoolahan, irlandzki piłkarz
  - Krzysztof Klęczar, polski samorządowiec, burmistrz Kęt, wojewoda małopolski
  - Lee Ryol-li, japoński bokser pochodzenia koreańskiego
  - Mariusz Łoś, polski zapaśnik
  - Natalla Padolska, białoruska piosenkarka
  - Clément Poitrenaud, francuski rugbysta
- 1983:
  - Óscar Cardozo, paragwajski piłkarz
  - Anja Huber, niemiecka skeletonistka
  - Arciom Kancawy, białoruski piłkarz
  - Matthew Langridge, brytyjski wioślarz
  - N. T. Rama Rao Jr., indyjski aktor
  - Natalia Sánchez, kolumbijska łuczniczka
- 1984:
  - Pierre-Jean Peltier, francuski wioślarz
  - Magdalena Sobkowiak-Czarnecka, polska dziennikarka, urzędniczka państwowa
  - Darko Tasewski, macedoński piłkarz
- 1985:
  - Sylwia Deptuła, polska judoczka
  - Chris Froome, brytyjski kolarz szosowy
  - Sebastian Kraupp, szwedzki curler
  - Maxime Laheurte, francuski kombinator norweski
  - Sebino Plaku, albański piłkarz
  - Khaled Souissi, tunezyjski piłkarz
- 1986:
  - Stéphane M’Bia, kameruński piłkarz
  - Jiřina Ptáčníková, czeska lekkoatletka, tyczkarka
  - Matti Juhani Saari, fiński masowy zabójca (zm. 2008)
  - Ana Stilianu, cypryjska pływaczka
  - Rok Stipčević, chorwacki koszykarz
- 1987:
  - Mike Havenaar, japoński piłkarz pochodzenia holenderskiego
  - Prajusha Maliakkal, indyjska lekkoatletka, skoczkini w dal
  - Marcelo, brazylijski piłkarz
  - Taku Takeuchi, japoński skoczek narciarski
  - Ekpe Udoh, amerykański koszykarz
  - Julian Wright, amerykański koszykarz
- 1988:
  - Scott Askham, brytyjski zawodnik MMA
  - Marta Bartel, polska szachistka
  - Jennifer Hinze, kanadyjska siatkarka
  - Kim Lamarre, kanadyjska narciarka dowolna
  - Linda Morales, portorykańska siatkarka
  - Oh Ban-suk, południowokoreański piłkarz
  - Andrij Procenko, ukraiński lekkoatleta, skoczek wzwyż
  - Ewa Przeździecka, polska szachistka
  - Stopira, kabowerdeński piłkarz
  - Patryk Wajda, polski hokeista
- 1989:
  - Graham Carey, irlandzki piłkarz
  - Aldo Corzo, peruwiański piłkarz
- 1990:
  - Ahmad Al Salih, syryjski piłkarz
  - Rafael Cabral, brazylijski piłkarz
  - Anatoli Ceptine, mołdawski piłkarz
  - Pius Paschke, niemiecki skoczek narciarski
  - Lacina Traoré, iworyjski piłkarz
- 1991:
  - Emre Çolak, turecki piłkarz
  - Florian Lejeune, francuski piłkarz
  - Fatima an-Nabhani, omańska tenisistka
  - Henrik Ojamaa, estoński piłkarz
  - Esteban Saveljich, czarnogórski piłkarz
- 1992:
  - Cate Campbell, australijska pływaczka
  - Damir Džumhur, bośniacki tenisista
  - Jack Gleeson, irlandzki aktor
  - Katarina Grujić, serbska piosenkarka
  - Daniel Haber, kanadyjski piłkarz
  - Miharu Imanishi, japońska tenisistka
  - Ildar Isangułow, rosyjski hokeista
  - Václav Kadlec, czeski piłkarz
  - Enes Kanter, turecki koszykarz
  - Agnieszka Kolasa, polska lekkoatletka, tyczkarka
  - Gerónimo Rulli, argentyński piłkarz
  - Fanny Smith, szwajcarska narciarka dowolna
  - Robin Wingbermühle, holenderska lekkoatletka, tyczkarka
- 1993:
  - Akam, kanadyjski wrestler
  - Fitzroy Dunkley, jamajski lekkoatleta, sprinter
  - Rafael Gálvez, hiszpański piłkarz
  - Juanmi Jiménez, hiszpański piłkarz
  - Ramy Hisham Rabia, egipski piłkarz
- 1994:
  - Alban Bunjaku, kosowski piłkarz
  - Peyton Clark, amerykański aktor, piosenkarz
  - Zelimkhan Khadjiev, francuski zapaśnik pochodzenia czeczeńskiego
  - Mantas Knystautas, litewski zapaśnik
  - Nataša Kovačević, serbska koszykarka
  - Kerim Mrabti, szwedzki piłkarz pochodzenia tunezyjskiego
  - Václav Šafránek, czeski tenisista
  - Ryan Tveter, amerykański kierowca wyścigowy
  - Mathias Vosté, belgijski łyżwiarz i wrotkarz szybki
  - Piotr Zieliński, polski piłkarz
- 1995:
  - Abdi Banda, tanzański piłkarz
  - Paweł Dawidowicz, polski piłkarz
  - Damien Inglis, francuski koszykarz
  - Wiaczesław Karawajew, rosyjski piłkarz
- 1996:
  - Maciej Bojanowski, polski koszykarz
  - Antonio Fuoco, włoski kierowca wyścigowy
  - Saranda Hashani, albańska piłkarka
  - Marie Kurková, czeska siatkarka
  - Fitina Omborenga, rwandyjski piłkarz
  - Döwletmyrat Orazgylyjow, turkmeński zapaśnik
  - Robert Skov, duński piłkarz
  - Kamia Yousufi, afgańska lekkoatletka, sprinterka
- 1997:
  - Gerson, brazylijski piłkarz
  - Mario González, salwadorski piłkarz, bramkarz
  - James Heatly, brytyjski skoczek do wody
  - Anton Krasotkin, rosyjski hokeista, bramkarz
  - Joakim Mæhle, duński piłkarz
  - Sylwia Matysik, polska piłkarka
  - Kaoru Mitoma, japoński piłkarz
  - Alex Sobczyk, austriacki piłkarz pochodzenia polskiego
  - Trevor Stewart, amerykański lekkoatleta, sprinter
- 1998:
  - Daryna Bondarczuk, ukraińska piłkarka, futsalistka, bramkarka
  - Aislinn Konig, kanadyjsko-austriacka koszykarka
  - Liu Haocun, chińska aktorka
  - Nam Nguyen, kanadyjski łyżwiarz figurowy pochodzenia wietnamskiego
  - Indrit Prodani, albański piłkarz
- 1999:
  - Jelle Bataille, belgijski piłkarz
  - Daniel Bewley, angielski żużlowiec
  - Tara Davis-Woodhall, amerykańska lekkoatletka, skoczkini w dal
  - Nicolás Díaz, chilijski piłkarz
  - Ahmet Duman, turecki zapaśnik
  - Josephine Obossa, włoska siatkarka pochodzenia benińskiego
- 2000:
  - Danley Jean Jacques, haitański piłkarz
  - Rosa Linn, ormiańska piosenkarka, autorka tekstów, producentka muzyczna
  - Stephanie Poetri, indonezyjska piosenkarka
  - Brian Rodríguez, urugwajski piłkarz
  - Kieran Smith, amerykański pływak
- 2001 – Aguibou Camara, gwinejski piłkarz
- 2002 – Ditaji Kambundji, szwajcarska lekkoatletka, płotkarka pochodzenia kongijskiego
- 2003:
  - Michel, brazylijski piłkarz
  - Astrid Montero, wenezuelska zapaśniczka
  - Jeremy Sochan, polski koszykarz pochodzenia amerykańskiego
- 2008 – Oskar Pietuszewski, polski piłkarz

## Zmarli
- 685 – Egfryt z Nortumbrii, władca Deiry, król Nortumbrii (ur. ?)
- 1272 – Guy de Bourgogne, francuski duchowny katolicki, legat papieski (ur. ?)
- 1277 – Jan XXI, papież (ur. 1210–20)
- 1285 – Jan I, król Cypru i Jerozolimy (ur. 1259)
- 1367 – Pierre Itier, francuski kardynał (ur. ?)
- 1444 – Bernardyn ze Sieny, włoski franciszkanin, święty (ur. 1380)
- 1449 – Piotr, infant i regent Portugalii, książę Coimbry (ur. 1392)
- 1454 – Jakub Kobylański, polski szlachcic, polityk (ur. ?)
- 1501 – Kolumba z Rieti, włoska dominikanka, błogosławiona (ur. 1467)
- 1506 – Krzysztof Kolumb, włoski żeglarz, odkrywca Ameryki (ur. 1451)
- 1525 – Alonso Luis Fernández de Lugo, hiszpański konkwistador (ur. ok. 1456)
- 1526 – Regina Szafraniec, nieślubna córka Zygmunta I Starego (ur. 1500/01)
- 1550:
  - Yoshiharu Ashikaga, japoński siogun (ur. 1511)
  - Simeone Tagliavia d’Aragonia, włoski kardynał (zm. 1604)
- 1556 – Weigand von Redwitz, niemiecki duchowny katolicki, biskup Bamberga (ur. 1476)
- 1604 – Simeone Tagliavia d’Aragonia, włoski kardynał (ur. 1550)
- 1612 – Maciej Rybiński, polski duchowny protestancki pochodzenia czeskiego, senior Jednoty braci czeskich (ur. 1566)
- 1622 – Osman II, sułtan Imperium Osmańskiego (ur. 1604)
- 1627 – Giovanni Paolo Cavagna, włoski malarz (ur. ok. 1550)
- 1648 – Władysław IV Waza, król Polski, wielki książę litewski (ur. 1595)
- 1650 – Francesco Sacrati, włoski kompozytor (ur. 1605)
- 1738 – Kazimierz Leon Sapieha, generał armii litewskiej, wojewoda brzeskolitewski (ur. 1697)
- 1751 – Domingo Terradellas, hiszpański kompozytor (ur. 1713)
- 1755 – Johann Georg Gmelin, niemiecki podróżnik, badacz Syberii (ur. 1709)
- 1772 – Johann Samuel Friedrich von Boehmer, niemiecki prawnik, kryminolog (ur. 1704)
- 1782:
  - William Emerson(inne języki), brytyjski matematyk (ur. 1701)
  - Carlo Giovanni Testori(inne języki), włoski kompozytor, skrzypek (ur. 1714)
- 1792 – Antoine Louis, francuski chirurg, fizjolog (ur. 1723)
- 1793 – Charles Bonnet, szwajcarski przyrodnik, filozof (ur. 1720)
- 1795 – Ludwik Eugeniusz, książę Wirtembergii (ur. 1731)
- 1799 – Michel Pintz, luksemburski bohater narodowy (ur. 1774)
- 1810 – Anna Katharina Schönkopf, Niemka, młodzieńcza miłość Johanna Wolfganga von Goethego (ur. 1746)
- 1814 – Rizzi Zannoni, włoski astronom, miernczy, matematyk, geograf (ur. 1736)
- 1818 – Józef Reichan, polski malarz (ur. 1762)
- 1832:
  - Ignacy Matthy, polski duchowny katolicki, biskup chełmiński (ur. 1765)
  - Johann Michael Sailer, niemiecki duchowny katolicki, biskup Ratyzbony, teolog (zm. 1751)
- 1834 – Marie Joseph de La Fayette, francuski arystokrata, generał, polityk (ur. 1757)
- 1835 – Andrew Gregg, amerykański polityk (ur. 1755)
- 1837 – Johan Afzelius, szwedzki chemik, wykładowca akademicki (ur. 1753)
- 1839 – Protazy Chŏng Kuk-bo, koreański męczennik i święty katolicki (ur. 1799)
- 1841 – José María Blanco White, hiszpański poeta, dziennikarz, teolog pochodzenia irlandzkiego (ur. 1775)
- 1845 – Włodzimierz (Alawdin), rosyjski biskup prawosławny (ur. 1791)
- 1847 – Mary Lamb, brytyjska pisarka (ur. 1764)
- 1851 – Stanko Vraz, słoweński poeta, tłumacz (ur. 1810)
- 1854 – Seweryn Gołębiowski, polski historyk, biograf (ur. 1820)
- 1857 – Franciszek Ksawery Kossecki, polski generał (ur. 1778)
- 1858 – Philipp Maximilian Opiz, austriacki botanik, mykolog pochodzenia czeskiego (ur. 1787)
- 1859 – Josip Jelačić, chorwacki hrabia, ban, dowódca wojskowy (ur. 1801)
- 1864 – John Clare, brytyjski poeta (ur. 1793)
- 1868 – Ireneusz Załuski, polski rzeźbiarz (ur. 1835)
- 1873 – George-Étienne Cartier, kanadyjski polityk (ur. 1814)
- 1875:
  - Carl Heinrich Knorr, niemiecki przedsiębiorca (ur. 1800)
  - Amalia Oldenburg, królowa Grecji (ur. 1818)
- 1878 – Peter Michal Bohúň, słowacki malarz (ur. 1822)
- 1883:
  - Antoni Ostaszewski, polski lekarz (ur. 1816)
  - Robert Rößler, niemiecki poeta (ur. 1838)
- 1884:
  - Leopold Koburg-Koháry, niemiecki arystokrata, generał major w służbie austriackiej, mecenas teatru (ur. 1824)
  - Klemens Tomczek, polski geolog, podróżnik (ur. 1860)
- 1885 – Frederick Theodore Frelinghuysen, amerykański prawnik, dyplomata, polityk (ur. 1817)
- 1890 – Hieronim Dziewolski, polski ziemianin (ur. 1817)
- 1891 – Jan Pětr Jordan, serbołużycki slawista, publicysta (ur. 1818)
- 1892 – Adolf Tetmajer, polski ziemianin, polityk (ur. 1813)
- 1896 – Clara Schumann, niemiecka pianistka, kompozytorka, żona Roberta (ur. 1819)
- 1899 – Carlotta Grisi, włoska tancerka baletowa (ur. 1819)
- 1900:
  - Alojzy Bocheński, polski ziemianin, prawnik, spiskowiec, uczestnik powstania styczniowego (ur. 1818)
  - André Léo, francuska polityk, feministka, pisarka, dziennikarka (ur. 1824)
- 1902:
  - Karl Skrzeczka, niemiecki lekarz, wykładowca akademicki (ur. 1833)
  - Teodor Werner, polski złotnik, przemysłowiec pochodzenia niemieckiego (ur. 1836)
- 1903:
  - Józefa Hendrina Stenmanns, niemiecko-holenderska zakonnica, błogosławiona (ur. 1852)
  - Konstantin Vojnović, chorwacki prawnik, polityk pochodzenia serbskiego (ur. 1832)
- 1904 – Kazimierz Siemaszko, polski duchowny katolicki, pedagog, działacz społeczny (ur. 1847)
- 1908 – Mścisław Godlewski, polski ziemianin, prawnik, publicysta, wydawca (ur. 1846)
- 1909 – Theodor Wilhelm Engelmann, niemiecki botanik, fizjolog, wykładowca akademicki (ur. 1843)
- 1910 – Jean-Baptiste Weckerlin, francuski kompozytor, wydawca muzyczny (ur. 1821)
- 1912 – Archanioł Tadini, włoski duchowny katolicki, święty (ur. 1846)
- 1913 – Henry Flagler, amerykański przemysłowiec (ur. 1830)
- 1915 – Kazimierz Jan Piątek, polski major (ur. 1886)
- 1916:
  - Adam Karski, polski drukarz (ur. 1855?)
  - Hans Kehr, niemiecki chirurg (ur. 1862)
- 1917:
  - Filip von Ferrary, francuski filatelista (ur. 1850)
  - Hermann Pfeiffer, niemiecki pilot wojskowy, as myśliwski (ur. 1890)
- 1918 – Karuś Kahaniec, białoruski poeta, dramaturg, językoznawca, rzeźbiarz (ur. 1868)
- 1921 – Stanisław Gromnicki, polski duchowny katolicki, prałat, kaznodzieja, działacz społeczny (ur. 1843)
- 1924 – Aleksander Drewing, polski dziennikarz, wydawca, księgarz (ur. 1869)
- 1925 – Joseph Howard, maltański polityk, premier Malty (ur. 1862)
- 1927 – Eduard Brückner, niemiecki geograf, klimatolog (ur. 1862)
- 1928 – Leon Krakówka, polski pułkownik piechoty (ur. 1871)
- 1932:
  - William Shepherd Benson, amerykański admirał (ur. 1855)
  - Maria Crescencia Perez, argentyńska zakonnica, błogosławiona (ur. 1897)
- 1933:
  - Tadeusz Jaroszyński, polski neurolog, psychiatra, psycholog (ur. 1880)
  - Charles Le Morvan, francuski astronom (ur. 1965)
- 1936 – Alexis-Henri-Marie Lépicier, francuski kardynał (ur. 1863)
- 1939:
  - Henry Duke, brytyjski arystokrata, prawnik, polityk (ur. 1855)
  - Jerzy Pytlewski, polski pułkownik kawalerii (ur. 1887)
- 1940:
  - Verner von Heidenstam, szwedzki prozaik, poeta, laureat Nagrody Nobla (ur. 1859)
  - Bolesław Osiński, polski działacz oświatowy, społeczny, polityczny i polonijny (ur. 1872)
  - Jozef Gregor Tajovský, słowacki prozaik, dramaturg, redaktor, nauczyciel, polityk (ur. 1874)
- 1941:
  - Józef Olędzki, polski major dyplomowany piechoty (ur. 1894)
  - Dawid Razi’el, żydowski działacz syjonistyczny (ur. 1910)
- 1942:
  - Nini Roll Anker, norweska pisarka (ur. 1873)
  - John Goodall, angielski piłkarz, krykiecista (ur. 1863)
  - Hector Guimard, francuski architekt (ur. 1867)
  - Aron Katyk, karaimski hazzan, nauczyciel, pisarz, działacz społeczny (ur. 1883)
  - Anastazy Pankiewicz, polski duchowny katolicki, bernardyn, męczennik, błogosławiony (ur. 1882)
  - Andrzej Rogoziński, polski duchowny katolicki, działacz społeczny (ur. 1874)
- 1944:
  - Hans Leo Przibram, austriacki zoolog, wykładowca akademicki pochodzenia żydowskiego (ur. 1874)
  - Jan Serafin, polski kapitan, cichociemny (ur. 1913)
- 1945:
  - Joseph Raphael John Crimont, francuski duchowny katolicki, jezuita, prefekt i wikariusz apostolski Alaski (ur. 1858)
  - Aleksandr Fersman, rosyjski mineralog, geochemik, wykładowca akademicki (ur. 1883)
  - Viktor von Podbielski, niemiecki polityk nazistowski (ur. 1892)
  - Janina Płoska, polska malarka (ur. 1880)
  - Janusz Walawski, polski porucznik pilot (ur. 1917)
- 1946:
  - George Bovet, szwajcarski polityk, kanclerz federalny (ur. 1874)
  - Jacob Ellehammer, duński zegarmistrz, pionier lotnictwa (ur. 1871)
  - Enrico Gasparri, włoski kardynał, wysoki urzędnik Kurii Rzymskiej (ur. 1871)
  - Andrzej Rzewuski, polski podpułkownik artylerii, oficer AK, uczestnik podziemia antykomunistycznego (ur. 1895)
- 1947 – Philipp Lenard, niemiecki fizyk, laureat Nagrody Nobla (ur. 1862)
- 1948:
  - George Beurling, kanadyjski pilot wojskowy, as myśliwski (ur. 1921)
  - Aleksander Lewandowski, polski starszy sierżant, żołnierz AK, cichociemny (ur. 1908)
- 1949 – Damaskin, grecki duchowny prawosławny, biskup Aten, zwierzchnik Greckiego Kościoła Prawosławnego, regent i premier Grecji (ur. 1891)
- 1950 – John Gould Fletcher, amerykański poeta (ur. 1886)
- 1951:
  - Anton Gentil, niemiecki przedsiębiorca, kolekcjoner dzieł sztuki (ur. 1867)
  - August Oetken, niemiecki malarz (ur. 1868)
- 1952:
  - Jan Bula, czeski duchowny katolicki (ur. 1920)
  - Roman Szewczyk, polski historyk (ur. 1915)
- 1954 – Hans von Wolzogen, niemiecki reżyser, scenarzysta i producent filmowy (ur. 1888)
- 1956:
  - Max Beerbohm, brytyjski pisarz, satyryk, karykaturzysta (ur. 1872)
  - Ioan Bujoiu, rumuński działacz gospodarczy, polityk (ur. 1894)
  - Michał Godlewski, polski duchowny katolicki, biskup łucki i żytomierski, historyk Kościoła (ur. 1872)
  - Zoltán Halmay, węgierski pływak (ur. 1881)
- 1958 – Frédéric François-Marsal, francuski polityk, premier i p.o. prezydenta Francji (ur. 1874)
- 1959 – Alfred Schütz, austriacki filozof, socjolog (ur. 1899)
- 1960 – Audrey Wurdemann, amerykańska poetka (ur. 1911)
- 1961:
  - Garnet Francis Malley, australijski pilot wojskowy, as myśliwski (ur. 1892)
  - Kazimierz Zenon Skierski, polski pisarz (ur. 1908)
- 1962:
  - Antonio Cortella, argentyński piłkarz (ur. 1896)
  - Halina Ekier, polska pianistka (ur. 1915)
  - Antoni Jakubski, polski zoolog, wykładowca akademicki (ur. 1885)
  - Tymoteusz (Szretter), polski duchowny prawosławny, metropolita warszawski i całej Polski (ur. 1901)
  - Josef Uridil, austriacki piłkarz, trener (ur. 1895)
- 1964 – Florian Sobieniowski, polski tłumacz, krytyk literacki (ur. 1881)
- 1968:
  - Stanisław Kossuth, polski inżynier górnictwa, docent, kawaler Orderu Virtuti Militari (ur. 1893)[7]
  - Adam Sawicki, polski duchowny katolicki, administrator apostolski diecezji wileńskiej w Białymstoku (ur. 1887)
- 1970:
  - Eustachy Czekalski, polski pisarz, dziennikarz, krytyk literacki, tłumacz (ur. 1885)
  - Jerzy Giżycki, polski pisarz, dyplomata, podróżnik, fotograf (ur. 1889)
  - Hermann Nunberg, polsko-austriacko-amerykański psychiatra, psychoanalityk (ur. 1884)
- 1972 – Józef Koczapski, polski rzeźbiarz, snycerz, stolarz (ur. ?)
- 1973:
  - Włodzimierz Antoniewicz, polski archeolog pochodzenia ormiańskiego (ur. 1893)
  - Karol Rojek, polski ekonomista, inżynier mechanik, specjalista transportu, urzędnik państwowy (ur. 1909)
- 1974:
  - Jean Daniélou, francuski jezuita, teolog, kardynał (ur. 1905)
  - Leontine Sagan, austriacka aktorka, reżyserka teatralna i filmowa (ur. 1889)
- 1975:
  - Barbara Hepworth, brytyjska rzeźbiarka (ur. 1903)
  - Mataʻafa Mulinuʻu II, samoański polityk, premier Samoa (ur. 1921)
  - Alfred Neveu, szwajcarski bobsleista (ur. 1890)
- 1976 – Tommy Jansson, szwedzki żużlowiec (ur. 1952)
- 1978:
  - Dick Been, holenderski piłkarz (ur. 1909)
  - Bjarne Brustad, norweski skrzypek, altowiolista, kompozytor, pedagog (ur. 1895)
- 1979 – Eugeniusz Paukszta, polski pisarz, publicysta (ur. 1916)
- 1980:
  - Władimir Nikanorow, rosyjski hokeista, piłkarz, bramkarz, trener (ur. 1917)
  - Francesco Severi, włoski kierowca wyścigowy (ur. 1907)
  - Zinaida Tusnołobowa-Marczenko, radziecka pielęgniarka, sanitariuszka (ur. 1920)
- 1981 – Dosyteusz II, macedoński biskup prawosławny (ur. 1906)
- 1982:
  - Szemu’el Mikunis, izraelski polityk (ur. 1903)
  - Maria Rzeuska, polska historyk literatury (ur. 1908)
- 1983:
  - Björn Collinder, szwedzki językoznawca-uralista (ur. 1894)
  - Prithipal Singh, indyjski hokeista na trawie (ur. 1932)
- 1984 – Edmund Schlink, niemiecki teolog luterański (ur. 1903)
- 1985 – Eduardo Ortiz de Landázuri, hiszpański lekarz, Sługa Boży (ur. 1910)
- 1986:
  - Karol Olgierd Borchardt, polski pisarz, marynarz, kapitan żeglugi wielkiej (ur. 1905)
  - Jerzy Boroń, polski rzeźbiarz (ur. 1924)
  - Melvin R. Novick, amerykański statystyk (ur. 1932)
  - Helen Taussig, amerykańska kardiolog (ur. 1898)
- 1987 – Władysław Kreowski, polski nauczyciel, działacz oświatowy (ur. 1889)
- 1988:
  - Ana Aslan, rumuńska gerontolog, wykładowczyni akademicka (ur. 1897)
  - Víctor Unamuno, hiszpański piłkarz (ur. 1909)
- 1989:
  - Erzsébet Galgóczi, węgierska pisarka, scenarzystka filmowa, reporterka (ur. 1930)
  - John Hicks, brytyjski ekonomista, wykładowca akademicki, laureat Nagrody Banku Szwecji im. Alfreda Nobla w dziedzinie ekonomii (ur. 1904)
  - Pavel Juráček(inne języki), czeski reżyser filmowy (ur. 1935)
  - Gilda Radner, amerykańska aktorka (ur. 1946)
  - Tomasz Wierzbicki, polski poeta, regionalista, animator kultury (ur. 1952)
- 1990:
  - Stanisław Niewiadomski, polski prozaik, poeta, plastyk, pedagog (ur. 1900)
  - Egons Spuris, łotewski fotograf (ur. 1931)
- 1991:
  - Zofia Chomętowska, polska artystka-fotograf (ur. 1902)
  - Michel Gauquelin, francuski psycholog, statystyk (ur. 1928)
  - Julián Orbón, kubański kompozytor pochodzenia hiszpańskiego (ur. 1925)
- 1992:
  - Giorgio Agosti, włoski historyk prawa, polonofil (ur. 1910)
  - Giovanni Colombo, włoski duchowny katolicki, arcybiskup Mediolanu, kardynał (ur. 1902)
- 1993 – Dragoljub Janošević, serbski szachista (ur. 1923)
- 1994 – Jiří Sobotka, czeski piłkarz, trener (ur. 1911)
- 1995 – Oscar Gjøslien, norweski biegacz narciarski (ur. 1909)
- 1996:
  - Willi Daume, niemiecki piłkarz ręczny, koszykarz, przedsiębiorca, działacz sportowy (ur. 1913)
  - Jon Pertwee, brytyjski aktor (ur. 1919)
- 1997:
  - Virgilio Barco, kolumbijski dyplomata, polityk, prezydent Kolumbii (ur. 1921)
  - Stanisław Has, polski kompozytor, dyrygent (ur. 1914)
  - Edwin Kowalik, polski pianista, kompozytor, publicysta (ur. 1928)
- 1999 – Jan Wornar, łużycki pisarz (ur. 1934)
- 2000:
  - Maria Adelaide Aglietta, włoska polityk, działaczka społeczna (ur. 1940)
  - Charles Antenen, szwajcarski piłkarz (ur. 1929)
  - Jean-Pierre Rampal, francuski flecista (ur. 1922)
  - Malik Sealy, amerykański koszykarz (ur. 1970)
- 2001:
  - Jerzy Breitkopf, polski prawnik, dziennikarz (ur. 1930)
  - Renato Carosone, włoski piosenkarz, kompozytor (ur. 1920)
  - Joaquín Pérez de las Heras, meksykański jeździec sportowy (ur. 1936)
  - Randy Savage, amerykański wrestler (ur. 1952)
- 2002:
  - Jerry Dunphy, amerykański dziennikarz (ur. 1921)
  - Jan Dyrek, polski konstruktor szybowców (ur. 1922)
  - Stephen Jay Gould, amerykański paleontolog (ur. 1941)
- 2003 – Stella Pokrzywińska, polska tancerka, choreografka (ur. 1920)
- 2004:
  - Stanisław Gronkowski, polski aktor (ur. 1922)
  - Mieczysław Łubiński, polski inżynier budownictwa lądowego (ur. 1921)
  - Roger Ulrich, francuski biolog (ur. 1904)
- 2005:
  - Marian Foik, polski lekkoatleta, sprinter (ur. 1933)
  - Paul Ricœur, francuski filozof, myśliciel, pacyfista (ur. 1913)
  - Lujo Tončić-Sorinj, austriacki dyplomata, polityk (ur. 1915)
- 2006:
  - Anna Ciepielewska, polska aktorka (ur. 1936)
  - Jean-Louis de Rambures, francuski dziennikarz, pisarz, tłumacz (ur. 1930)
- 2007:
  - Norman Von Nida, australijski golfista (ur. 1914)
  - Ben Weisman, amerykański autor tekstów piosenek (ur. 1921)
- 2008 – Harald Hein, niemiecki florecista (ur. 1950)
- 2009:
  - Lucy Gordon, brytyjska aktorka (ur. 1980)
  - Zbigniew Hołda, polski prawnik, adwokat (ur. 1950)
  - Oleg Jankowski, rosyjski aktor (ur. 1944)
  - Jerzy Zubrzycki, australijski socjolog pochodzenia polskiego (ur. 1920)
- 2010:
  - Tadeusz Gołębiewski, polski biotechnolog, piwowar, żołnierz AK, uczestnik powstania warszawskiego (ur. 1923)
  - Leszek Małkowski, polski fotoreporter, dziennikarz motoryzacyjny (ur. 1955)
  - Walter Rudin, amerykański matematyk pochodzenia austriacko-żydowskiego (ur. 1921)
- 2011:
  - Joaquín Pérez de las Heras, meksykański jeździec sportowy (ur. 1936)
  - Randy Savage, amerykański wrestler (ur. 1952)
- 2012:
  - Robin Gibb, brytyjski muzyk, wokalista, członek zespołu Bee Gees (ur. 1949)
  - Eugene Polley, amerykański inżynier, wynalazca (ur. 1915)
  - Raul Rojas, amerykański bokser (ur. 1941)
  - Svenn Stray, norweski polityk (ur. 1922)
- 2013:
  - Jochanan Kohen, izraelski dyplomata, polityk (ur. 1917)
  - Ray Manzarek, amerykański muzyk, producent muzyczny, członek zespołu The Doors, pisarz, reżyser pochodzenia polskiego (ur. 1939)
  - Dominik Sucheński, polski lekkoatleta, sprinter (ur. 1926)
- 2014:
  - Sandra Bem, amerykańska psycholog, publicystka (ur. 1944)
  - Sławomir Błaut, polski krytyk literacki, tłumacz (ur. 1930)
  - Ross Brown, nowozelandzki rugbysta (ur. 1934)
  - Tadeusz Dominik, polski malarz, grafik, rzeźbiarz, ceramik (ur. 1928)
- 2015:
  - Antoni Kawałko, polski malarz, grafik, podróżnik (ur. 1938)
  - Manfred Müller, niemiecki duchowny katolicki, biskup Ratyzbony (ur. 1926)
  - Jan Prochyra, polski aktor, reżyser teatralny (ur. 1948)
  - Bożesław Tafelski, polski polityk, samorządowiec, prezydent Grudziądza (ur. 1945)
- 2016:
  - Kang Sŏk Ju, północnokoreański polityk, dyplomata, wicepremier (ur. 1939)
  - Adolf Pinter, austriacki piłkarz, trener (ur. 1948)
  - Gabriel (Stebluczenko), rosyjski biskup prawosławny (ur. 1940)
  - Andrzej Urbański, polski polityk, dziennikarz, publicysta, poseł na Sejm RP, prezes Telewizji Polskiej (ur. 1954)
- 2017:
  - Recep Adanır, turecki piłkarz (ur. 1929)
  - Albert Bouvet, francuski kolarz szosowy i torowy (ur. 1930)
  - Miguel Mykycej, ukraiński duchowny katolicki obrządku bizantyjsko-ukraińskiego, orionista, eparcha Buenos Aires (ur. 1934)
  - William Clifford Newman, amerykański duchowny katolicki, biskup Baltimore (ur. 1928)
  - Władysław Pilawski, polski pułkownik pożarnictwa, uczestnik podziemia antyhitlerowskiego (ur. 1913)
  - Aleksandr Wołkow, rosyjski polityk, prezydent Republiki Udmurckiej (ur. 1951)
- 2018:
  - Lidia Białoń, polska ekonomistka (ur. 1935)
  - Jaroslav Brabec, czeski lekkoatleta, kulomiot (ur. 1949)
  - Patricia Morison, amerykańska aktorka (ur. 1915)
  - Michał Nawrocki, polski fizyk, działacz społeczny (ur. 1943)
  - Andrzej Wojciechowski, polski trębacz jazzowy, członek zespołu Melomani (ur. 1930)
- 2019:
  - Bogdan Jankowski, polski taternik, alpinista, instruktor alpinizmu, fotograf, elektronik (ur. 1938)
  - Niki Lauda, austriacki kierowca wyścigowy, przedsiębiorca (ur. 1949)
  - John Moore, brytyjski polityk (ur. 1937)
- 2020:
  - William J. Keating, amerykański polityk (ur. 1927)
  - Adolfo Nicolás, hiszpański duchowny katolicki, teolog, przełożony generalny Towarzystwa Jezusowego (ur. 1936)
  - Howard C. Nielson, amerykański polityk (ur. 1924)
  - Gianfranco Terenzi, sanmaryński polityk, kapitan regent San Marino (ur. 1941)
  - Andrzej Wojtczak, polski lekarz internista, specjalista zdrowia publicznego (ur. 1933)
  - Pimen (Zainea), rumuński duchowny prawosławny, arcybiskup Suczawy i Radowca (ur. 1929)
- 2021:
  - Francisco Brines, hiszpański poeta (ur. 1932)
  - Krzysztof Niklas, polski zapaśnik (ur. 1997)
  - Sándor Puhl, węgierski sędzia piłkarski (ur. 1955)
- 2022:
  - Mirosław Gołuński, polski literaturoznawca, wykładowca akademicki (ur. 1973)
  - Tadeusz Januszko, polski patolog, wykładowca akademicki (ur. 1929)
  - Kazimierz Pieńkowski, polski profesor nauk technicznych (ur. 1935)
  - Barbara Trelińska, polska historyk, wykładowczyni akademicka (ur. 1943)
- 2023:
  - Terry McDermott, amerykański łyżwiarz szybki (ur. 1940)
  - Sante Ranucci, włoski kolarz szosowy (ur. 1933)
  - Zygmunt Słomkowski, polski dziennikarz (ur. 1928)
- 2024:
  - Jean-Claude Gaudin, francuski nauczyciel, minister ds. polityki miejskiej i regionalnego planowania, samorządowiec, mer Marsylii (ur. 1939)
  - Karl-Heinz Schnellinger, niemiecki piłkarz (ur. 1939)
  - Ewa Sikorska-Trela, polska chemik, polityk, poseł na Sejm RP (ur. 1943)
- 2025:
  - Nino Benvenuti, włoski bokser (ur. 1938)
  - Joan Harrison, południowoafrykańska pływaczka (ur. 1935)
  - Mine Kondō, japońska superstulatka (ur. 1910)
  - Patrick O’Flynn, brytyjski dziennikarz, komentator polityczny, polityk, eurodeputowany (ur. 1965)
  - Tadeusz Paprocki, polski lekkoatleta, oszczepnik (ur. 1932)
  - Witold Rzymowski, polski matematyk, profesor nauk matematycznych, nauczyciel akademicki (ur. 1947)
  - Trần Đức Lương, wietnamski geolog, kartograf, polityk, prezydent Wietnamu (ur. 1937)
  - George Wendt, amerykański aktor (ur. 1948)